# Pahang
Pahang er et sultanat på Malacca-halvøen, der indgår som en delstat i den malaysiske føderation – kendt som Malaysia.
- Wikimedia Commons har flere filer relateret til Pahang

3°45′N 102°30′Ø / 3.75°N 102.5°Ø
|  | Infoboks uden skabelon Denne artikel har en infoboks dannet af en tabel eller tilsvarende. |